# Kathedraal van Monaco

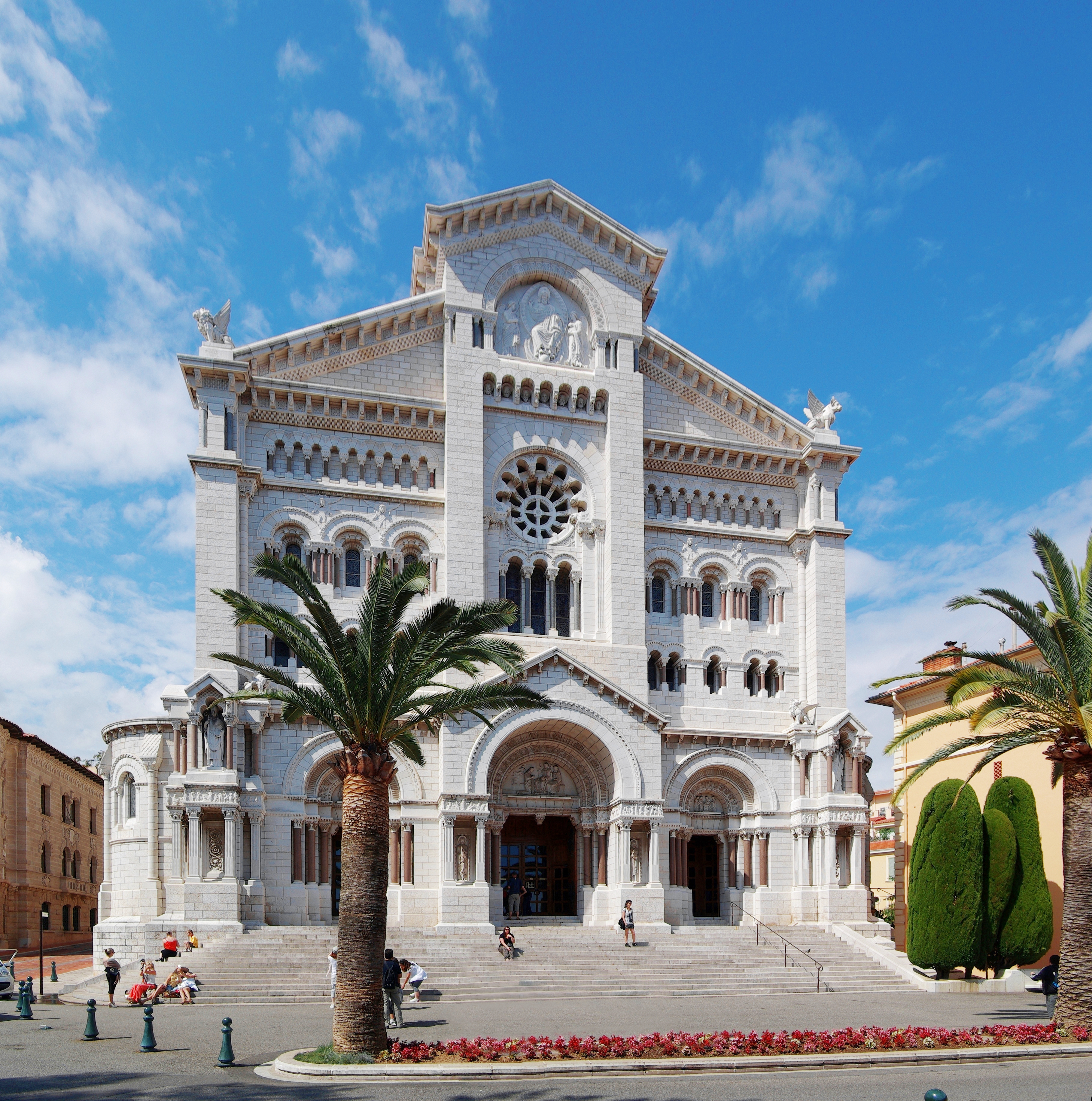
De kathedraal van Monaco

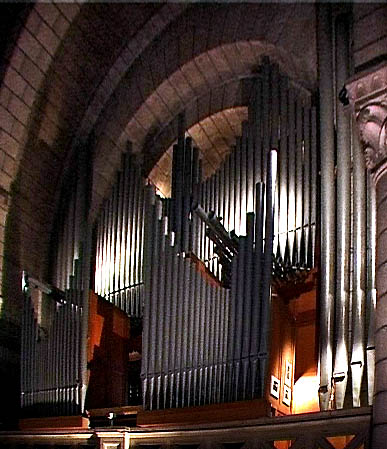
Het orgel

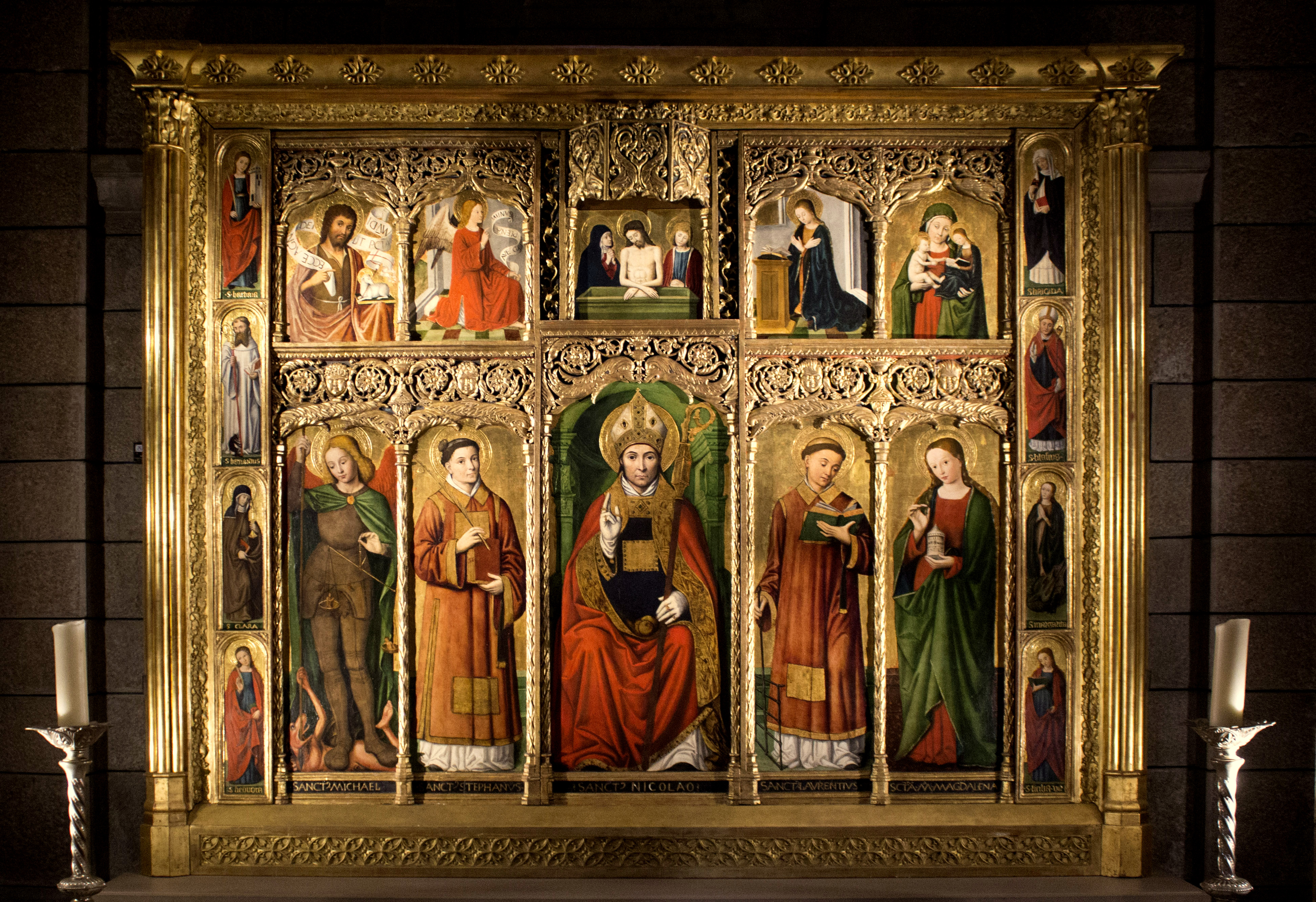
Altaarstuk St Nicolas - Ludovico Brea, 1500

De Kathedraal van Onze-Lieve-Vrouw Onbevlekt Ontvangen (Frans: Cathédrale Notre-Dame-Immaculée) staat in de Monegaskische wijk Monaco-Ville. Zij is de kathedrale kerk van het aartsbisdom Monaco. Het bouwwerk is gebouwd in neo-Byzantijnse stijl.

## Geschiedenis
De kathedraal staat op de fundamenten van een oudere kerk. Deze was gewijd aan Nicolaas van Myra en stamde uit 1251. Dat gebouw stortte echter in 1874 in. In de periode 1875 - 1911 werd het huidige gebouw gebouwd. Het huidige bouwwerk is gewijd aan de Onbevlekte Ontvangenis van de Maagd Maria.

## Bezienswaardigheden
De kathedraal heeft een groot kerkorgel, en een altaar dat uit Carrara-marmer is opgebouwd.

### Graven
Een groot aantal leden van het Huis Grimaldi ligt hier begraven:
- Jean II van Monaco
- Claudine Grimaldi
- Lucien van Monaco
- Augustin van Monaco
- Honorius I van Monaco
- Karel II van Monaco
- Maria di Landi de Valdetare
- Hercules van Monaco
- Ippolita Trivulzio
- Honorius II van Monaco
- Lodewijk I van Monaco
- Maria van Lothringen
- Antoon I van Monaco
- Louise Hippolyte van Monaco
- Honorius IV van Monaco
- Honorius V van Monaco
- Louise d'Aumont Mazarin
- Florestan I van Monaco
- Antoinette de Mérode
- Maria Caroline Gibert de Lametz
- Karel III van Monaco
- Albert I van Monaco
- Lodewijk II van Monaco
- Grace Kelly
- Reinier III van Monaco

## Afbeeldingen

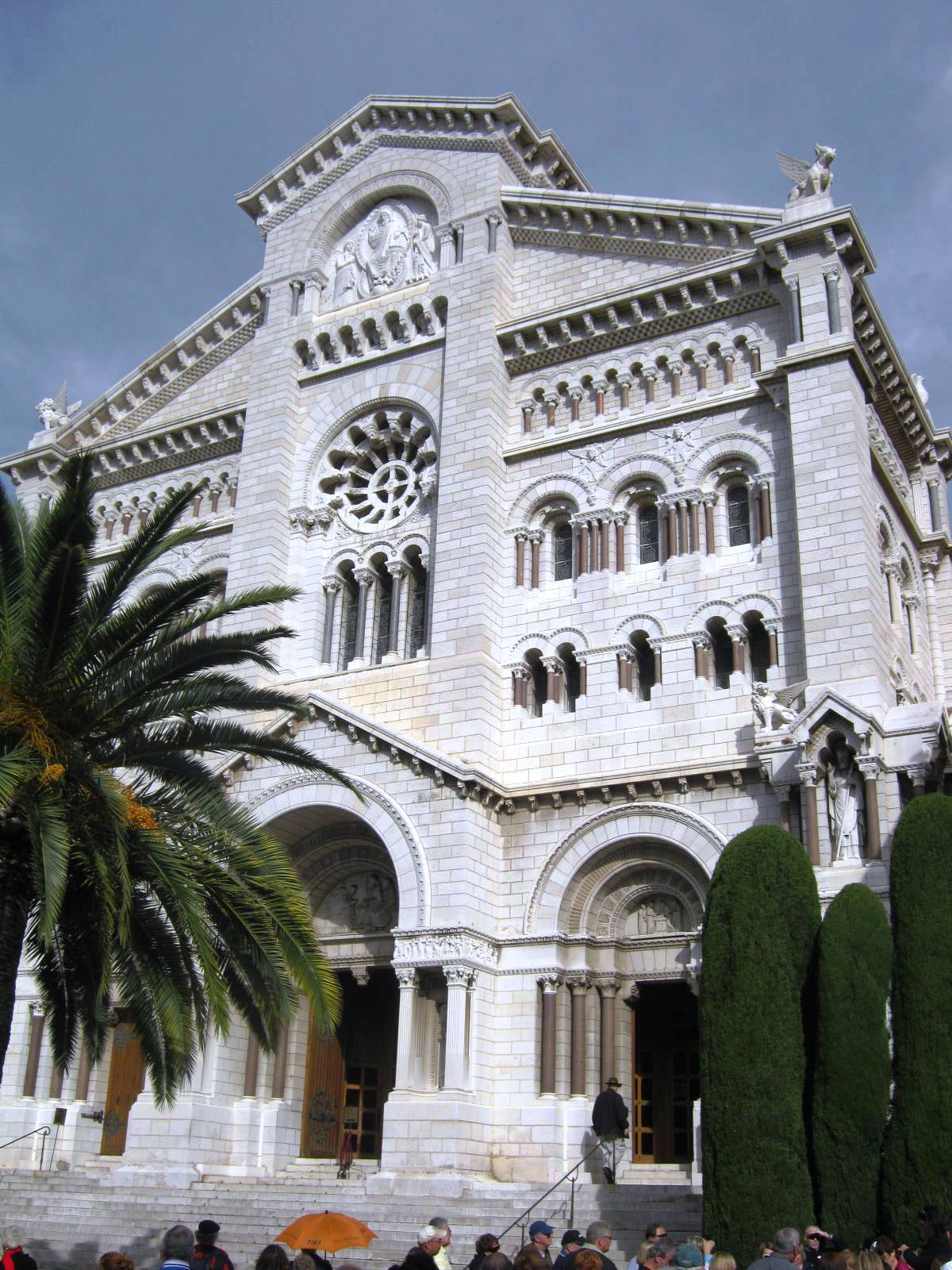
O.L.V. Kathedraal.
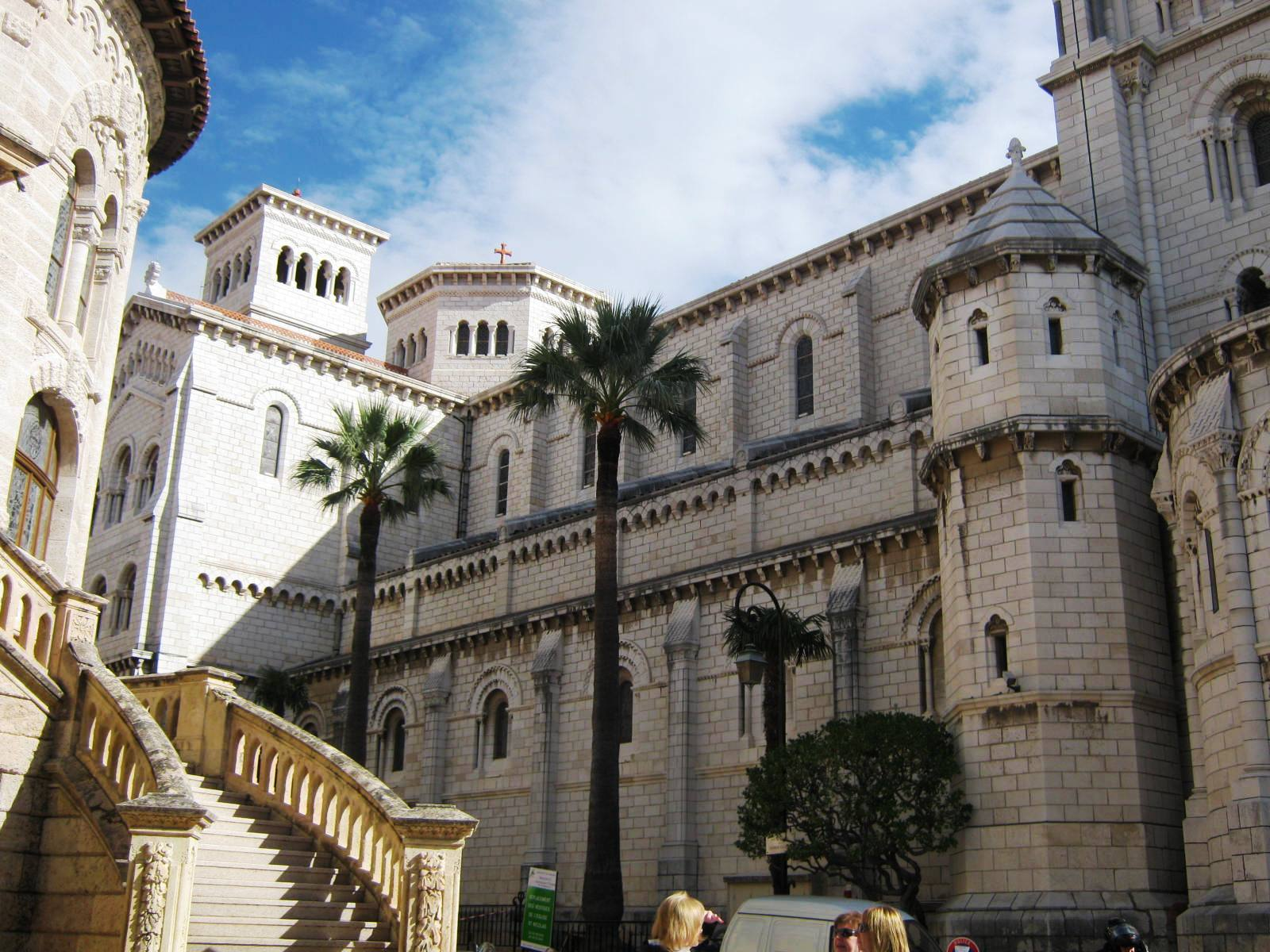
O.L.V. Kathedraal.
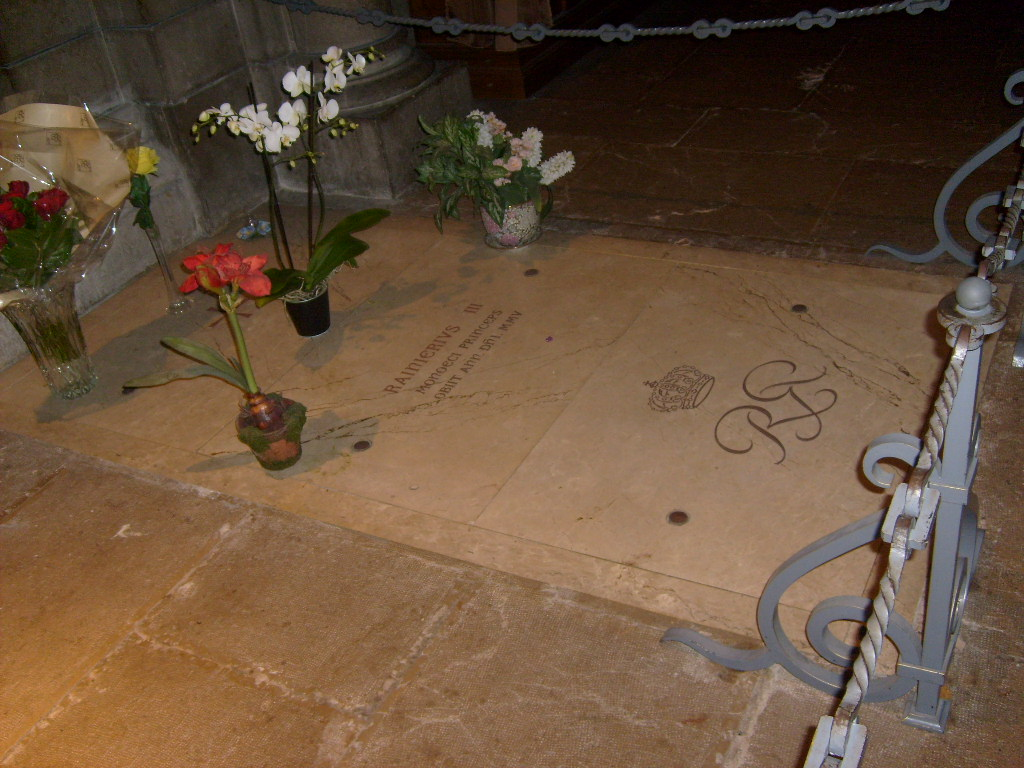
Graf van Prins Reinier III.
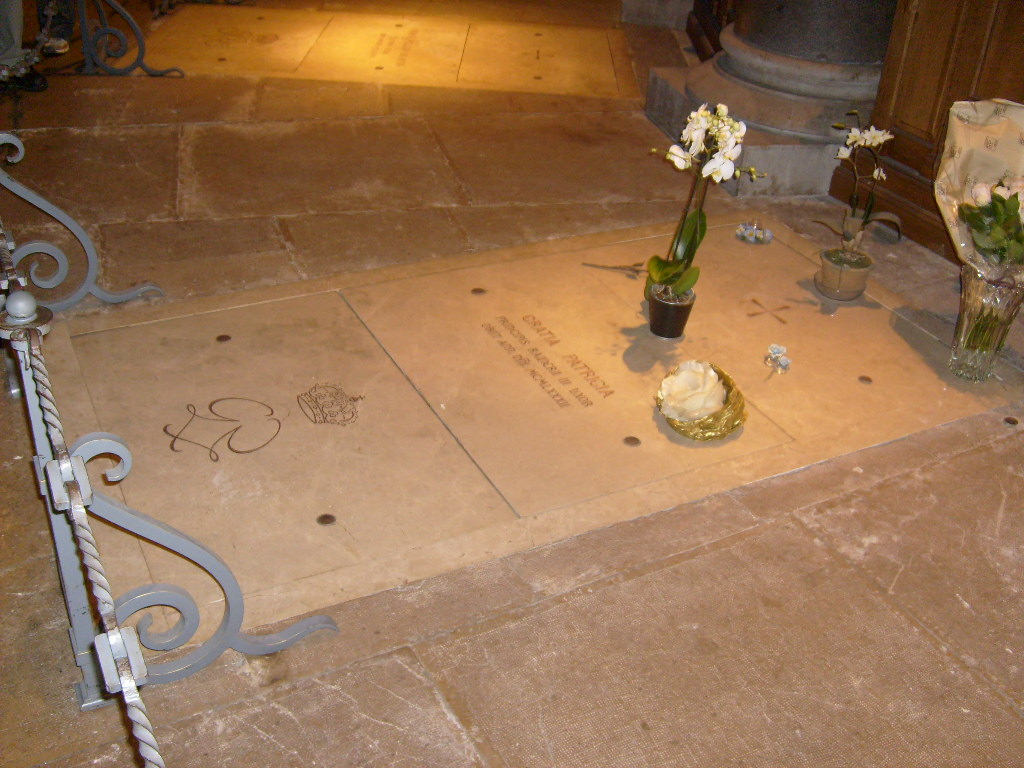
Graf van Prinses Gracia (Grace Kelly).
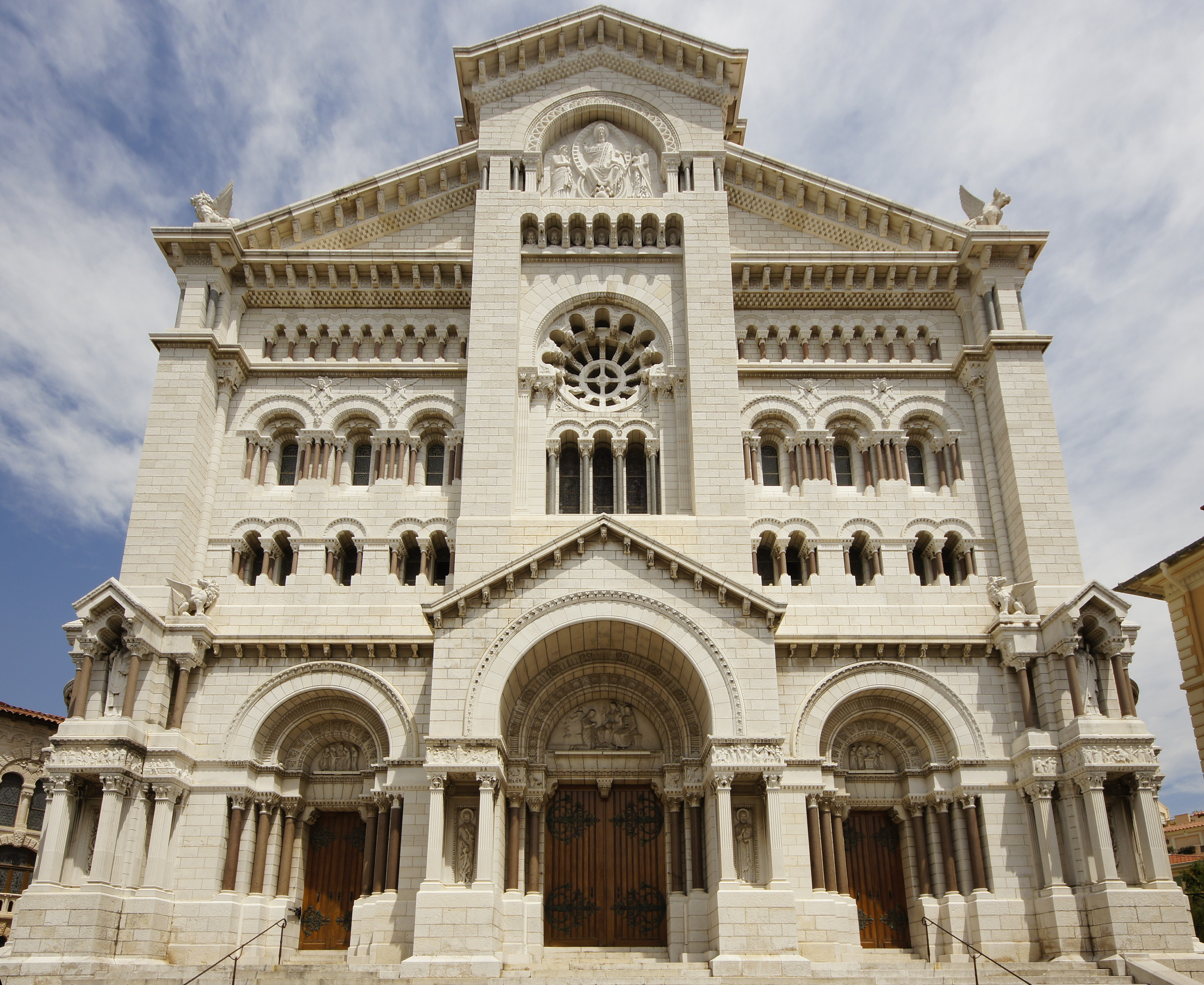
O.L.V. Kathedraal.